# NGC 3988
NGC 3988 ist eine elliptische Galaxie vom Hubble-Typ E im Sternbild Löwe auf der Ekliptik. Sie ist schätzungsweise 291 Millionen Lichtjahre von der Milchstraße entfernt.
Das Objekt wurde am 13. April 1831 von John Herschel entdeckt.